# Luiz Ferraz
Luiz Ferraz (Teresina, 26 de maio de 1953) é um bancário, economista e político brasileiro que exerceu um mandato de deputado estadual pelo Piauí na condição de suplente convocado.

## Dados biográficos
Filho de Paulo da Silva Ferraz e Isolete Cavalcante Ferraz. Formou-se em Economia na Universidade Federal do Piauí e trabalhou no Banco do Brasil. Diretor comercial do Frigorífico do Piauí S/A (FRIPISA) e assessor parlamentar na Câmara dos Deputados, disputou sua primeira eleição pelo PDS em 1982 quando alcançou uma suplência de deputado estadual. Convocado para o exercício do mandato após a nomeação de parlamentares para o secretariado do governador Hugo Napoleão disputou novamente o cargo pelo PFL em 1986 e 1990, sem conseguir ser eleito.
Seu pai foi deputado estadual e deputado federal pelo Piauí ao longo de sete mandatos e seu sogro, João Clímaco d'Almeida, foi governador do Piauí entre 1970 e 1971.
Casado com Vera Lúcia Torres Ferraz tem três filhos: Luiz Ferraz Filho, Camila Torres Ferraz e João Clímaco de Almeida Netto Ferraz e dois netos: Maria Beatriz Machado Ferraz e Luiz Felipe Machado Ferraz.